# Clathria venosa
Clathria venosa är en svampdjursart som först beskrevs av Pedro M. Alcolado 1984.  Clathria venosa ingår i släktet Clathria och familjen Microcionidae.
Artens utbredningsområde är havet kring Kuba. Inga underarter finns listade i Catalogue of Life.